# 13 дней во Франции
«13 дней во Франции» (фр. 13 jours en France) — документальный фильм Клода Лелуша об Олимпийских играх в Гренобле, вышедший в 1968 году.

## Съёмочная группа
- Режиссёр: Клод Лелуш, Жиль Ги, Франсуа Рейшенбах
- Сценарий: Пьер Уйттерховен
- Оператор: Jean-Paul Janssen, Jean-Pierre Janssen
- Монтажёр: Клод Баруа
- Композитор: Франсис Лэй
- Компания: Les Films 13

## Роли
- Шарль де Голль — в роли себя
- Далида — в роли себя